# Південна перемога
Серія Southern Victory або Timeline-191 — це серія з одинадцяти романів про альтернативну історію автора Гаррі Тертлдава, починаючи з «Як мало залишилося» (1997) і видаваних протягом десяти років. Період, про який йдеться в серіалі, починається під час громадянської війни та охоплює дев'ять десятиліть, аж до середини 1940-х років. У серії Конфедеративні Штати перемагають Сполучені Штати Америки в 1862 році, таким чином реалізовуючи свою спробу відокремитися і стати незалежною державою. Подальші книги побудовані на уяві подій на основі цієї альтернативної шкали часу.
Друга назва походить від спеціального наказу 191 генерала Роберта Е. Лі, в якому детально описано вторгнення армії Північної Вірджинії в Союз через прикордонний штат Меріленд у вересні 1862 року. Тертлдав створює розбіжності 10 вересня 1862 року, коли троє солдат Союзу не знаходять копію Спеціального наказу 191, як вони насправді знайшли історично. Історики вважають, що їх знахідка допомогла генералу Джорджу Б. Макклеллану з Потомацької армії підготуватися до протистояння з Лі та сприяла остаточній перемозі Союзу в битві при Антітамі.

## Список книг серії
Серія «Південна перемога» складається з 11 книг, виданих у період з 1997 по 2007 рік. Перша книга серії — «Як мало залишилося», а решта 10 книг є частиною трьох підсерій загальної серії. Ці підсерії включають трилогію « Велика війна» (1998—2000), трилогію «Американська імперія» (2001—2003) і тетралогію «Погашення рахунків» (2003—2007).
- Як мало залишилося (1997)
- Трилогія «Велика війна».
  - Американський фронт (1998)
  - Прогулянка в пеклі (1999)
  - Прориви (2000)
- Трилогія «Американська імперія».
  - Кров і залізо (2001)
  - Центр не може втримати (2002)
  - Переможна опозиція (2003)
- Тетралогія «Погашення рахунків».
  - Повернення зобов'язань (2004)
  - Поїздка на схід (2005)
  - Боротьба (2006)
  - На порозі смерті (2007)

## Вигадана хронологія
Відновивши втрачену копію Спеціального наказу 191, перш ніж вона потрапить до рук Союзу, війська Конфедерації зненацька застають армію Союзу Джорджа Б. Макклеллана та знищують її на березі річки Сасквеханна в 1862 році. Окупувавши Філадельфію, Конфедерація отримує дипломатичне визнання з боку Сполученого Королівства та Франції, які є посередниками в укладенні мирної угоди, завдяки якій Конфедерація досягає незалежності. Президент Авраам Лінкольн розглядає свою неспроможність видати Прокламацію про визволення рабів, а також можливість США знайти своїх власних європейських союзників у майбутньому.
Сполучені Штати не можуть дозволити придбати Аляску, але продовжують війну проти корінних жителів Великих рівнин. Тим часом Конфедерація визнає Кентуккі, Секвойю та Кубу новими штатами та веде переговори про купівлю Сонори та Чіуауа у Мексики в 1881 році. Президент-республіканець Джеймс Г. Блейн використовує це як привід до війни, щоб оголосити нову війну, втягуючи Британію та Францію назад у конфлікт. Незважаючи на свою перевагу в живій силі та ресурсах, Союзу бракує компетентного керівництва, і він намагається захопити територію Конфедерації, водночас стикаючись з повстанням в Юті. Кампанія в Луїсвіллі перетворюється на окопну війну, тоді як Британія та Франція обстрілюють порти США, а Нью-Брансвік анексує північний штат Мен. На початку 1882 року США капітулюють, визнаючи придбання Конфедерації, тоді як республіканці незабаром вийшли з уряду.
Після поразки у війні Лінкольн приводить свою лояльну фракцію Республіканської партії до злиття з новонародженою Соціалістичною партією Америки, змінюючи політику США, оскільки ця партія стає другою великою партією, витіснивши згодом республіканців. Протягом решти десятиліття манумісія рабів номінально запроваджується по всій Конфедерації, що послаблює відносини з Великою Британією та Францією, які скасували рабство набагато раніше, хоча чорне населення продовжує жити в умовах апартеїду. США укладають союз із новою Німецькою імперією в національній атмосфері реваншизму.

### Велика війна

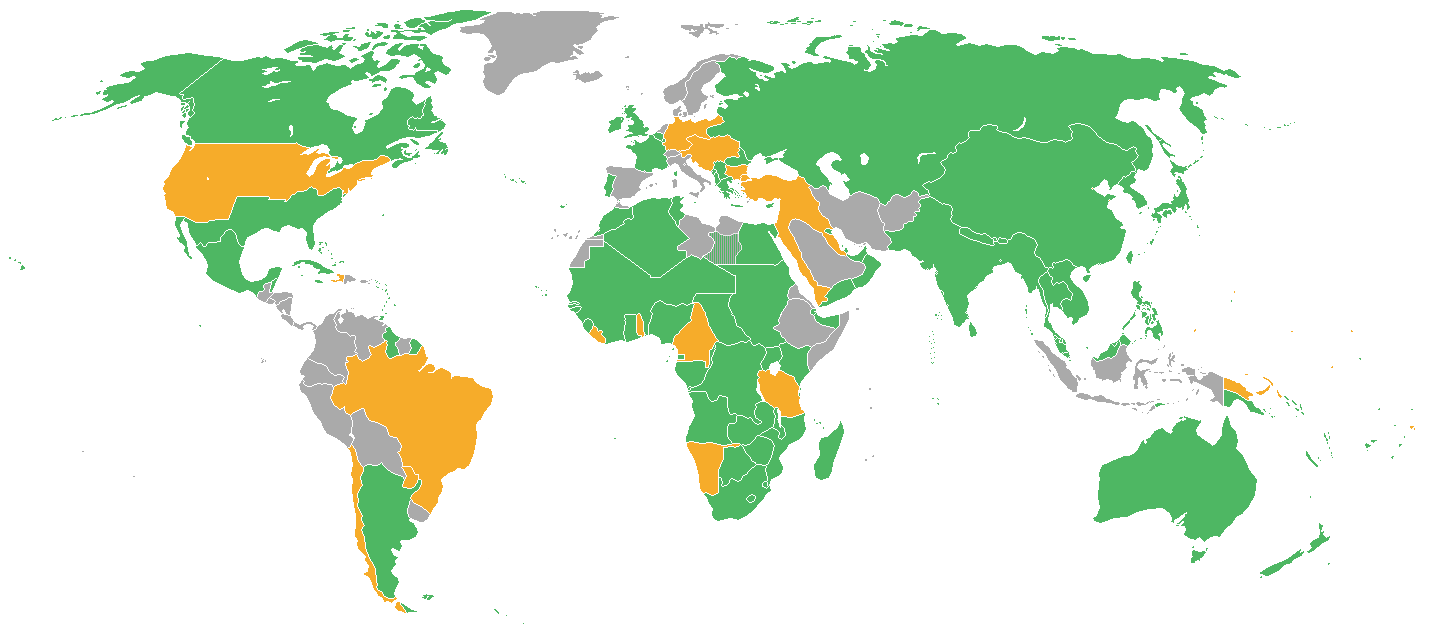
Карта світу з учасниками Великої війни в історії «Південної Перемоги». «Антанта» (іноді їх називають «Союзниками») зображені зеленим кольором, «Центральні держави» — помаранчевим, а нейтральні країни — сірим.

Після вбивства ерцгерцога Франца Фердинанда Англія, Франція та Росія вступають у війну з Німеччиною та Австро-Угорщиною. Президенти Теодор Рузвельт і Вудро Вільсон наказують збройним силам США та КША мобілізуватись слідом за їхніми союзниками, і незабаром спалахують бої. Індустріалізована війна та відсутність європейського втручання сприяють стороні Союзу, і велика частина офіцерського корпусу Конфедерації складається із спадкоємців великих генералів ХІХ століття, які не мають особливого таланту. Вторгнення в Меріленд і Пенсільванію захоплює Вашингтон, округ Колумбія, але не може взяти Балтімор, тоді як Союз розпочинає напади на Сонору та Канаду разом із захопленням Британських Сандвічевих островів. З настанням зими в Кентуккі, Пенсільванії, Вірджинії, Манітобі, Південному Онтаріо та на річці Святого Лаврентія панує шанцева війна. США зіткнулися з черговим повстанням у Юті, а КША — з повстанням чорних соціалістів, на придушення якого потрібен рік.
У 1916 році представлено новий технічний прогрес: «бочка». Джордж Армстронг Кастер розробляє доктрину для броньованої кавалерії, але його тактика не прийнята, і перший наступ зазнає невдачі. США успішно просуваються в Канаді та захищають Гаваї у великій морській сутичці; КША сподівається, що виснаження та втома від війни можуть вибити США, але провоєнний президент Рузвельт перемагає, і Конфедерація змушена розпочати набір до військ чорних із обіцянкою громадянських прав після війни. Наступного року відбувся прорив у Теннессі та Квебеку, використовуючи тактику масованих бочок Кастера, тоді як одночасний наступ у Вірджинії повернув спустошений Вашингтон. Коли війська США наближаються до її столиці, КША просять миру, і її спіткає така ж доля, як Німеччину в наш час. Територіальні зміни включають приєднання Кентуккі та західної частини Техасу (відтепер Г'юстон) до складу США як штатів. Штати КША Арканзас, Сонора та Вірджинія втрачають території на користь відповідно американських штатів Міссурі, Нью-Мексико та Західної Вірджинії, а Секвойя перебуває під окупацією американських військ. Вся Канада (крім Квебеку, який звільнений як союзник США) анексована США в умовах окупації. У Європі армійські повстання призвели до виходу Франції з війни; Італія туди ніколи не вступає, а Росія охоплена революцією. Бразилія також приєднується до Центральних держав разом із Чилі та Парагваєм проти Аргентини, і все більш ізольована Британія також капітулює, закінчуючи війну.

### Американська імперія
Радіючи від того, що нарешті перемогли Конфедератів, США невдовзі стикаються зі страйками та робочими заворушеннями, що сприяє політичним досягненням Соціалістичної партії. Конфедерація переживає гіперінфляцію та зростання реакційного екстремізму — колишній сержант Джейк Фезерстон досягає популярності завдяки своїм тирадам проти «удару в спину». Він очолить Партію свободи КША, реорганізувавши її навколо власних амбіцій за допомогою лояльного воєнізованого крила та радіопропагандистської програми. Проте Фезерстон програє кілька кандидатів на посаду, а вбивство Партією свободи президента Конфедерації позбавило його підтримки аж до краху 1929 року. Оскільки ряди його партії поповнилися народними заворушеннями, у 1934 році Фезерстон нарешті стає президентом та береться за встановлення контролю над урядом, поліцією та зростаючою армією. Він вимагає повернення колишніх територій Конфедерації у вигляді Кентуккі, Секвойї та Г'юстона. Після переговорів щодо проведення плебісцитів у цих штатах Кентуккі та Г'юстон голосують за повторне включення, тоді як Секвойя голосує за те, щоб залишитися частиною Сполучених Штатів.
В інших частинах світу Велика війна призвела до здобуття Квебеком та Ірландією незалежності, а також інших поступок з боку Великої Британії; Канада потрапляє під жорстке правління США, а Німеччина створює маріонеткові держави в Бельгії, Польщі та Україні. Здається, напруга між двома силами зростає, доки не настане депресія. Російська, Австро-Угорська та Османська імперії залишаються недоторканими, але крихкими; Японія будує імперію в Східній Азії та веде коротку війну зі США. Коли Франція вимагає повернення Ельзасу-Лотарингії, а новий кайзер відмовляється, Велика Британія, Франція, Росія та Конфедерація оголошують війну Німеччині. 22 червня 1941 року Фетерстон починає раптове вторгнення в США

### Погашення рахунків

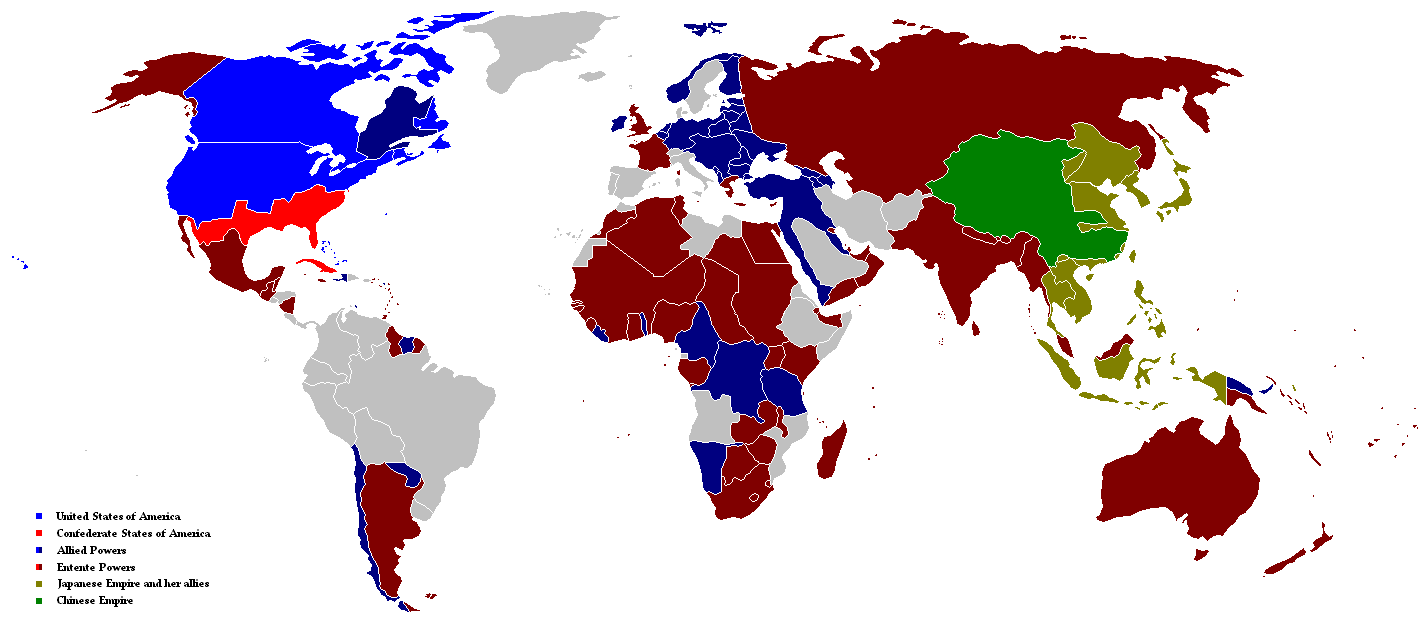
Карта світу із зображенням учасників «Другої великої війни». Коричневим кольором зображено Антанту, червоним — ЦС, синім — Центральні держави, жовтим — Японську імперію, зеленим — Китайську імперію, сірим — нейтральні країни.

Всупереч очікуванням Союзу, війська Конфедерації під керівництвом Джорджа Паттона вриваються в Огайо під прикриттям масованих бомбардувань, відрізаючи американську промисловість від її сировини, але фронт незабаром зупиняється там і у Вірджинії. ВМС США зазнають невдач проти Королівського флоту та Імперського флоту Японії. Однак, незважаючи на те, що президент США Ел Сміт був убитий під час бомбардування Філадельфії Конфедерацією, США не здаються. У відповідь Конфедерація починає великий наступ, спрямований на Піттсбург, де її армія оточена та знищена в міських боях. Тим часом Конфедерація починає «скорочення населення» (чорношкірих), використовуючи отруйний газ у таборах у Луїзіані та Техасі, які змушені евакуюватись у міру просування військ США. Використовуючи тактику бліцкригу, армія США також спроможна просуватися через Кентуккі та Теннессі до Атланти.
У Європі німці втрачають Україну та Лівобережжя Рейну, але захищають Східну Пруссію та Польщу. Британія окупує Ірландію, але її норвезька кампанія зазнає вражаючої невдачі. У 1942 році за підтримки Австро-Угорщини та Болгарії Німеччина починає контрнаступ. Оскільки і Росія, і Австро-Угорщина стикаються з етнічними повстаннями, німецька армія здатна перемогти під Києвом і загрожувати Петрограду, а також відвоювати Нідерланди. Вигравши гонку за ядерну зброю, Німеччина руйнує Петроград атомною бомбою; оскільки все більше воюючих сторін отримують цю технологію, список цільових міст збільшується, включаючи Філадельфію, Ньюпорт-Ньюс, Чарлстон, Париж, Гамбург, Лондон, Норвіч і Брайтон. Росія, Франція та Англія просять мир.
Після відокремлення Техасу, капітуляції Паттона в Алабамі та вбивства Фезерстона чорношкірим партизаном при спробі втечі, Конфедерація беззастережно капітулює. Американські війська проводять судові процеси за злочини проти людяності та вживають крайніх заходів проти решти партизанських загонів, отримуючи при цьому допомогу від розпорошеного чорношкірого населення. У 1945 році новий президент Томас Едмунд Дьюї обіцяє реінтегрувати південні штати в Союз і продовжити союз з Німеччиною, одночасно придушуючи розробку ядерної зброї їхніми ворогами — Францією, Японією та Росією.

## Відгуки та реакції
Рецензент Лайонел Ворд зазначає, що хоча серія «закінчується очевидним хепі-ендом», «інтеграція територій Конфедерації до Сполучених Штатів була б неможливою місією» — «безстроковою військовою окупацією дуже великого похмурого населення, яке неминуче б рано чи пізно спалахнули повстання (…) Набагато розумнішою політикою, навіть не розгляданою, було б відродити Конфедеративну партію вігів під егідою США та укласти прагматичну угоду з реабілітованою Конфедерацією». Ворд робить висновок:
Серіал закінчується тим, що США тримають за хвіст не одного тигра, а двох [Конфедеративні території та Канада, окуповані з 1917 року], плюс велику агресивну дику кішку [мормони в Юті]. […] У цій історії Сполучені Штати після 1945 року не мають нічого спільного з домінуючою глобальною позицією, яку вони мали в аналогічний період реальної історії. Існує кілька конкуруючих держав, які мають як засоби, так і мотиви для того, щоб створювати проблеми для США і активно розпалювати повстання.